# Курматура (Бузау)
Курматура (рум. Curmătura) насеље је у Румунији у округу Бузау у општини Нехоју. Oпштина се налази на надморској висини од 526 m.

## Становништво
Према подацима из 2002. године у насељу је живело 250 становника, од којих су сви румунске националности.